# 山本雅史
山本 雅史（やまもと まさし）は、日本のアニメーションのプロデューサー。千葉県出身

## 経歴
広告代理店、ベイエフエム、マイクロソフト他を経てアニメーション業界でプロデューサー業務に従事。

## 参加作品

### テレビアニメ
- ヒャッコ （2008年）企画
- 世界名作劇場 こんにちは アン 〜Before Green Gables（2009年）企画プロデュース